# Scirtes seychellensis
Scirtes seychellensis is een keversoort uit de familie moerasweekschilden (Scirtidae). De wetenschappelijke naam van de soort werd in 1924 gepubliceerd door George Charles Champion.